# Eko Eko Azarak
Eko Eko Azarak è la frase di apertura di un canto Wiccan, scritto nella sua forma corrente da Gerald Gardner, considerato solitamente come il fondatore della Wicca come religione organizzata e contemporanea. La forma data da Gardner, compare nel rituale per Samhain, come segue:
Eko, eko, Azarak
Eko, eko, Zomelak
Bazabi lacha bachabe
Lamac cahi achababe
Karrellyos
Lamac lamac Bachalyas
Cabahagy sabalyos
Baryolos
Lagoz atha cabyolas
Samahac atha famolas
Hurrahya!
Gardner ha pubblicato un'altra versione del canto nel 1954 nel suo romanzo occulto, High Magic's Aid. Una variante del canto espande l'Eko Eko in quattro righe per salutare le principali divinità wiccan, solitamente Cernunnos e Aradia.

## Come nacque il canto
Ci sono due fonti alle quali si può risalire per il canto di Gardner. Le linee di apertura, con la loro estensione ripetuta di Eko Eko, fu presa apparentemente da un articolo pubblicato in un'edizione del 1921 del giornale Form di J.F.C. Fuller, in "The Black Arts"; , ristampato con il nome di "The Occult Review" nel 1923. La versione di Fuller recita così:
Eko! Eko! Azarak! Eko! Eko! Zomelak!
Zod-ru-kod e Zod-ru-koo
Zon-ru-koz e Goo-ru-mu!
Eo! Eo! Oo...Oo...Oo!
Fuller afferma che non vi siano fonti per questo canto, ma il testo che lui fornisce, con il ripetersi della sillaba zod porta a reminiscenze della lingua enochiana di John Dee e Edward Kelly.
Secondo Fuller, Gardner ha preso spunto per la stesura di questo canto da un'invocazione a Satana da parte del personaggio Salatin nell'opera teatrale francese Le Miracle de Théophile.
(Ci conjure Salatins le deable.)
Bagahi laca bachahé,
Lamac cahi achabahé,
Karrelyos.
Lamac lamec bachalyos,
Cabahagi sabalyos,
Baryolas.
Lagozatha cabyolas,
Samahac et famyolas,
Harrahya.

## Interpretazioni
Il significato del canto inizialmente fu poco chiaro. Secondo Pennethorne Hughes, in una sua monografia sulla stregoneria, sostiene che non si tratti altro che di un antico testo in lingua basca.
Michael Harrison, in The Roots of Witchcraft, cerca di dare un nuovo significato alla traduzione basca parlando di capacità di volare, di sacrifici, di festeggiamenti e banchetti.
Secondo Raven Grimassi, invece, il canto viene utilizzato dai wiccan per evocare i quattro elementi.